# Aeroportul Lusambo
Aeroportul Lusambo (IATA: LBO, ICAO: FZVI) este un aeroport din Kasaï Oriental (fostă provincie), Republica Democratică Congo ce deservește zona Lusambo. A fost numit după zona deservită.
Situat la o altitudine de 429 m, aeroportul dispune de o singură pistă.